# Martine Veldhuis
Martine Veldhuis (Almelo, 12 december 1996) is een Nederlandse roeister. In 2017 behaalde ze samen met haar tweelingzus Marike zilver op het WK voor roeiers onder de 23 in de lichte dubbelvier. Het duo nam een tweede keer deel aan het WK, opnieuw in de lichte dubbelvier. Haar zus moest echter haar Olympische ambities opgeven omdat ze te lang was. In 2020 werd ze Europees kampioen in de lichte skiff, en bij de Wereldkampioenschappen van 2022 in het Tsjechische Račice behaalde zij in hetzelfde boottype de zilveren medaille.
In 2023 vormde Veldhuis samen met Tessa Dullemans, Ilse Kolkman en Lisa Scheenaard de dubbelvier die zilver wist te behalen op de Europese kampioenschappen in Bled.
Op de Olympische Spelen van 2024 in Parijs nam Veldhuis deel aan de dubbeltwee, samen met Scheenaard. Het duo had eerst een herkansing nodig om de halve finale te bereiken maar wist vervolgens ook een finaleplaats te behalen. Daarin eindigde de ploeg op een vierde plek.

## Resultaten

### Wereldkampioenschappen
| Jaar | Plaats     | Resultaten            |
| ---- | ---------- | --------------------- |
| 2019 | Ottensheim | 6e in de lichte skiff |
| 2022 | Račice     | in de lichte skiff    |
| 2023 | Belgrado   | 4e in de lichte skiff |

### Europese kampioenschappen roeien
| Jaar | Plaats  | Resultaten            |
| ---- | ------- | --------------------- |
| 2020 | Poznań  | in de lichte skiff    |
| 2021 | Varese  | 4e in de lichte skiff |
| 2022 | München | in de lichte skiff    |
| 2023 | Bled    | in de dubbelvier      |

## Privé
Veldhuis studeert Geneeskunde aan de Vrije Universiteit in Amsterdam. Ze heeft een relatie met roeier Melvin Twellaar.